# 전주완산경찰서
전주완산경찰서(全州完山警察署, Jeonju Wansan Police Station)는 전북특별자치도경찰청이 관할하는 경찰서 중 하나이다. 전북특별자치도 전주시 완산구 일대를 관할한다. 전북특별자치도 전주시 완산구 전라감영로 66에 위치하고 있다.
서장은 경무관으로 보한다.

## 기본 정보
- 주소: 전북특별자치도 전주시 완산구 전라감영로 66
- 우편번호: 55043
- 서장 계급: 경무관 (호남 지방 최초)

## 관할 파출소 및 지구대
| 명칭       | 사진 | 주소         | 관할구역                                                                              | 치안센터     |
| ---------- | ---- | ------------ | ------------------------------------------------------------------------------------- | ------------ |
| 남문지구대 |      | 대동로 95    | 중앙동, 다가동1·2가, 고사동, 서노송동, 경원동, 풍남동, 전동, 중노송동, 남노송동, 교동 |              |
| 삼천지구대 |      | 성지산로 24  | 삼천동, 중인동, 용복동                                                                |              |
| 화산지구대 |      | 서원로 295   | 중화산동, 태평동, 다가동3·4가                                                         |              |
| 서신지구대 |      | 새터로 46    | 서신동, 상림동, 중동, 효자동3가 일부                                                  | 서곡치안센터 |
| 효자지구대 |      | 용머리로 125 | 효자1·2동, 동완산동, 서완산동, 효자3동 일부                                           |              |
| 서학파출소 |      | 서학로 82    | 서서학동, 동서학동, 대성동, 색장동                                                    |              |
| 서부지구대 |      | 마전들로 1   | 효자4동 일부                                                                          |              |
| 평화지구대 |      | 형화로 159   | 평화동, 석구동, 원당동                                                                |              |